# Juazeiro do Piauí
Juazeiro do Piauí là một đô thị thuộc bang Piauí, Brasil. Đô thị này có diện tích 827,199 km², dân số năm 2007 là 4769 người, mật độ 5,77 người/km².